# Mass Effect: Objawienie
Mass Effect: Objawienie – powieść fantastycznonaukowa, której autorem jest Drew Karpyshyn. Wydana została 1 maja 2007 r. przez wydawnictwo Del Rey Books, jest pierwszą powieścią osadzoną w uniwersum Mass Effect. Książka jest prequelem gry Mass Effect, która została wyprodukowana przez studio BioWare, a wydana przez Electronic Arts na platformy Xbox 360 i Microsoft Windows. Karpyshyn jest głównym pisarzem fabuły serii Mass Effect.